# Сегундо де Майо
Клуб Спортиво Сегундо де Майо (на испански: Club Sportivo 2 de Mayo, на български Спортен Клуб Втори Май е парагвайски футболен отбор от град Педро Хуан Кабайеро, департамент Амамбай. От 2005 г. играе в Примера Дивисион де Парагвай.

## История
Сегундо де Майо е основан на 6 декември 1935 г. от бивши войници, воювали във войната за Гран Чако. Отборът е кръстен на името на дивизията, в която са служели.

## Успехи
- 1х Шампион на Втора дивизия: 2005
- 1х шампион на Трета дивизия: 2003
- 10х Носител на регионални титли (департамент Амамбай): 1958, 1960, 1980, 1986, 1988, 1995, 1997, 1998, 2002 и 2003